# One Day (LMFAO)
One Day è il primo singolo promozionale estratto dall'album Sorry for Party Rocking del gruppo musicale LMFAO, in rotazione digitale dal 19 settembre 2011.
Il singolo è stato estratto per fini, appunto, promozionali, più precisamente per sponsorizzare la conosciutissima società danese produttrice di birra Tuborg.

## Il video
Il video musicale della canzone si apre con l'atterraggio in elicottero di entrambi i membri della band che poi si avviano ad una festa in una limousine. Alla festa è presente anche il disc jockey italiano Benny Benassi. Il video termina con un live a Los Angeles della canzone.
Il video è visibile sul canale ufficiale di YouTube della Tuborg a partire dallo stesso 19 settembre.